# Challenger de Puerto Vallarta 2023
El torneo Puerto Vallarta Open 2023 fue un torneo de tenis perteneció al ATP Challenger Tour 2023 en la categoría Challenger 100. Se trató de la 4ª edición; el torneo tuvo lugar en la ciudad de Puerto Vallarta (México), desde el 6 hasta el 12 de marzo de 2023 sobre pista dura al aire libre.

## Jugadores participantes del cuadro de individuales
| Favorito | País                     | Jugador             | Rank1 | Posición en el torneo |
| -------- | ------------------------ | ------------------- | ----- | --------------------- |
| 1        | Bandera de Alemania      | Daniel Altmaier     | 95    | Cuartos de final      |
| 2        | Bandera de Francia       | Enzo Couacaud       | 196   | Primera ronda         |
| 3        | Bandera de Argentina     | Facundo Mena        | 201   | Primera ronda, retiro |
| 4        | Bandera de Argentina     | Juan Pablo Ficovich | 205   | Primera ronda         |
| 5        | Bandera de Francia       | Benoît Paire        | 207   | CAMPEÓN               |
| 6        | Bandera de Canadá        | Gabriel Diallo      | 211   | Primera ronda         |
| 7        | Bandera de Corea del Sur | Seong-chan Hong     | 214   | Primera ronda         |
| 8        | Bandera del Reino Unido  | Jan Choinski        | 218   | Primera ronda         |

- 1 Se ha tomado en cuenta el ranking del 27 de febrero de 2023.

### Otros participantes
Los siguientes jugadores recibieron una invitación (wild card), por lo tanto ingresan directamente al cuadro principal (WC):
- Luca Lemaitre
- Rodrigo Pacheco Méndez
- Alan Fernando Rubio Fierros

Los siguientes jugadores ingresan al cuadro principal tras disputar el cuadro clasificatorio (Q):
- Guido Andreozzi
- Jacopo Berrettini
- Christian Langmo
- Illya Marchenko
- James McCabe
- Rubin Statham

## Campeones

### Individual Masculino
- Benoît Paire derrotó en la final a  Yuta Shimizu, 3–6, 6–0, 6–2

### Dobles Masculino
- Robert Galloway /  Miguel Ángel Reyes-Varela derrotaron en la final a  André Göransson /  Ben McLachlan, 3–0, ret.